# Право-Егорлыкская оросительно-обводнительная система
Право-Егорлыкская оросительно-обводнительная система (ПЕ ООС) — оросительная система на юге России, в Ростовской области, Калмыкии и Ставропольском крае. Годовой объём водозабора — 481 млн м³ при плановом 607,7 млн м³, годовой объём водоподачи потребителям — 320 млн м³ при плановом 407,3 млн м³. Распределение годового объёма: на обводнение 37,5 млн м³, на орошение 33,6 млн м³, на водоснабжение 16 млн м³ и на прочие нужды 231,7 млн м³.
Построена в 1959 году

## Общая характеристика
Источником питания системы является река Кубань. Водозабор расположен у города Невинномысск Ставропольского края. Далее вода поступает в Невинномысский канал, откуда самотёком направляется в Правоегорлыкский магистральный канал
В границах Старопольского края Правоегорлыкская ООС охватывает территории Изобильненского, Красногвардейского, Труновского, Апанасенковского, Ипатовского, Петровского районов, находится в ведении ФГБУ "Управление «Ставропольмелиоводхоз». Проектная площадь орошаемых земель — 113,6 тыс. га. Фактическая площадь обслуживаемых орошаемых земель составляет 83 тыс. га. На территорию Калмыкии и Ростовской области вода подаётся по левой ветви магистрального канала (часть Правоегорлыкского канала ниже Кугультинского дюкера). В границах Калмыкии общая площадь орошаемых земель — 4864 га. Орошаемые площади питаются из Ростовского, Право- и Леводжалгинского распределителей.